# Russisches Theater Riga

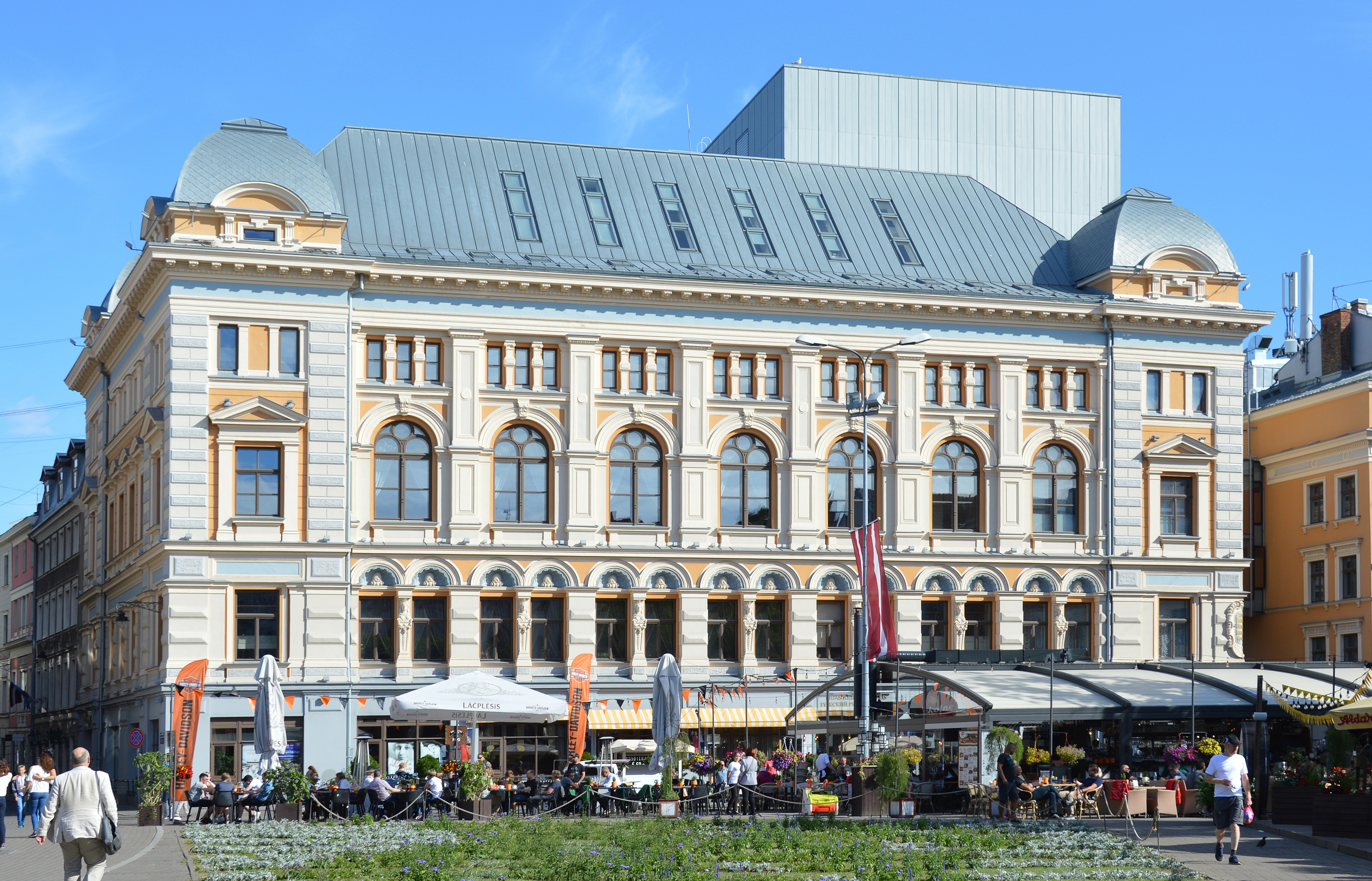
Russisches Theater Riga

Das Russische Theater Riga, umgangssprachlich auch Russisches Theater oder RTR genannt, ist ein russischsprachiges Theater in Riga, Lettland und ist das älteste russische Drama-Theater außerhalb Russland.

## Geschichte
Das Theater wurde am 2. Oktober 1883 mit der Premiere von Schpaschinskis Die Frau des Majors eröffnet.
Seit 1990 lädt Eduards Cehovals, ehemaliger Generaldirektor (bis November 2017), viele Regisseure aus Russland und anderen Ländern ein, um das künstlerische Angebot zu bereichern. Das Theater arbeitet auch regelmäßig mit jungen lettischen Inszenierungsdirektoren (Elmars Senkovs, Inese Pudzha, Inese Mitcshule) und fördert einen kulturellen Dialog in jedem Format und auf allen Ebenen.
Im Jahr 2006 wurde es nach Michael Tschechow benannt.
Im Jahr 2010 eröffnete die RRT ihre Saison in dem renovierten und neu ausgestatteten Gebäude.
Seit dem 8. Januar 2018 wird das Theater von Dana Bjorka, Vorstandsmitglied und Geschäftsführer, geleitet.

## Programm
Das Theaterprogramm umfasst russische und lettische dramaturgische Werke und Kinder- und Musicalproduktionen. Das Theater bietet sein Programm auch auf Touren an.